# Trhypochthoniellus brevisetus
Trhypochthoniellus brevisetus är en kvalsterart som beskrevs av Kuriki 2005. Trhypochthoniellus brevisetus ingår i släktet Trhypochthoniellus och familjen Trhypochthoniidae. Inga underarter finns listade i Catalogue of Life.